# Duncker & Humblot
Duncker & Humblot est une maison d'édition scientifique basée à Berlin, spécialisée dans la publication d'ouvrages scientifiques spécialisés dans les domaines du droit et des sciences politiques, des sciences économiques et sociales, de l'histoire, des sciences politiques, de la littérature et de la philosophie. Chaque année, plus de 300 nouvelles monographies et recueils scientifiques ainsi que 20 revues spécialisées et annuaires sont publiés. Le fonds de la maison d'édition comprend 17 000 titres disponibles. La bibliothèque électronique de l'éditeur offre un accès aux publications électroniques.

## Histoire
Heinrich Frölich fonde une librairie d'édition à Berlin en 1798 après avoir acquis les privilèges berlinois du libraire Friedrich Vieweg (de). Le début de son activité d'édition est la revue Athenäum, publiée par les frères August Wilhelm Schlegel et Friedrich Schlegel avec la collaboration de Friedrich Schleiermacher et Novalis.
Carl Duncker et Peter Humblot (de) reprennent l'entreprise en 1809 – après la mort de Frölich – et la poursuit sous le nom de Duncker & Humblot. Leurs successeurs, Carl Geibel (de) et son fils (de), déménagent en 1866 le siège de l'édition à Leipzig. Dans le sceau que la maison d'édition que la maison d'édition arbore depuis 1867, un aigle aux ailes déployées tient dans ses serres une feuille de papier sur laquelle est inscrite la devise latine Vincit Veritas (La vérité conquiert).
Après la reprise de Geibel, Duncker & Humblot est considéré comme le plus important éditeur allemand de littérature historique. Les collections en plusieurs volumes deviennent de plus en plus caractéristiques. Leopold von Ranke devient l'auteur le plus important de l'éditeur, y publiant exclusivement à partir de 1827 ; une édition complète de Ranke en 54 volumes parut de 1857 à 1890
De 1915 à 1933, l'avocat Ludwig Feuchtwanger (de), frère de l'écrivain Lion Feuchtwanger, est directeur scientifique de la maison d'édition. Les contacts avec Carl Schmitt, Max Weber et Georg Simmel remontent à cette époque. Feuchtwanger fait également traduire de nombreux ouvrages de l'économiste britannique John Maynard Keynes. Après l'arrivée au pouvoir des nationaux-socialistes, le sort de la maison d'édition prend soudainement une tournure : Ludwig Feuchtwanger est alors contraint d'arrêter ses activités. En 1943, l'entrepôt des éditions Duncker & Humblot brûle lors d'un bombardement allié sur Leipzig. Malgré la fermeture de la maison d'édition par la Chambre de la littérature du Reich en août 1944, le travail d'édition peut se poursuivre. Les activités d'édition ne se développent qu'avec hésitation à partir de 1947 sous la direction de Johannes Broermann (de), qui reprend la maison d'édition en 1938 et transfère le siège social à Berlin. Elle connaît cependant un renouveau réussi dans les années suivantes. Après la mort de Broermann (1984), Norbert Simon devient l'unique associé directeur et double la production annuelle de livres. En 2002, Florian Simon rejoint la direction de l'entreprise. Depuis le décès de Nobert Simon en 2013, Simon junior dirige la maison d'édition sous sa seule responsabilité.
Depuis 2008, la maison d'édition publie également sous forme électronique : toutes les revues scientifiques sont disponibles à la fois sous forme imprimée et sous forme électronique. En 2010, la bibliothèque électronique Duncker & Humblot est lancée. Elle donne accès à environ 9 000 livres électroniques, à plus de 7 000 articles de revues ainsi qu'à de nombreuses publications en accès libre dans les domaines du droit, de l'économie, de la société, de la politique, de l'histoire, de la philosophie et de la littérature.
Depuis 2019, l'éditeur gère également sous son toit la Deutscher Betriebswirte-Verlag (de) (DBV), et depuis 2020 la Verlag Wissenschaft & Praxis (de) (VWP). De nombreux ouvrages standards des deux éditeurs seront continués sous la marque Edition Wissenschaft & Praxis (EWP), nouvellement fondée à l'automne 2020.
En janvier 2023, Duncker & Humblot achette le programme de manuels scolaires à l'éditeur spécialisé berlinois Ewald von Kleist (de), axé sur la fiscalité et la comptabilité.

## Controverses
L'éditeur est critiqué en 2013 pour avoir publié une biographie d'Oswald Spengler par Sebastian Maaß (de). Maaß est accusé de manque de neutralité scientifique et politique. L'éditeur retire alors le livre de la vente,. Lothar Kettenacker (de) critique également la publication de la biographie de Ribbentrop par l'auteur révisionniste historique Stefan Scheil (de).
L'éditeur publie également la thèse de Karl-Theodor zu Guttenberg, qui s'est avérée plagiée et fait l'objet de discussions dans les médias nationaux.

## Programme d’édition – ouvrages et auteurs importants
- Allgemeine Deutsche Biographie (ADB)
- Neue Deutsche Biographie (NDB)
- Schriften des Vereins für Socialpolitik (SVS)
- Journal of Contextual Economics (JCE) – Schmollers Jahrbuch (de)

Parmi les premiers auteurs publiés par la maison d'édition, on trouve notamment : Johann Wolfgang von Goethe, ETA Hoffmann et Friedrich de la Motte Fouqué. Parmi les scientifiques de renom publiés par Duncker & Humblot figurent le philosophe Georg WF Hegel, les sociologues Max Weber, Niklas Luhmann et Georg Simmel ainsi que le constitutionnaliste Carl Schmitt et les économistes John Maynard Keynes, Joseph Schumpeter et Ludwig von Mises

## Publications en série
Duncker & Humblot publie de nombreuses séries de publications dans les domaines du droit et des sciences politiques, des sciences économiques et sociales, de l'histoire, des sciences politiques, de la philosophie, des études littéraires et des sciences naturelles, entre autres :
- Abhandlungen zum Deutschen und Europäischen Gesellschafts- und Kapitalmarktrecht (AGK)
- Schriften zum Bürgerlichen Recht (BR)
- Schriften zum Öffentlichen Recht (SÖR)
- Schriften zur Rechtsgeschichte (RG)
- Schriften zur Verfassungsgeschichte (de) (VG)
- Strafrechtliche Abhandlungen. Neue Folge (SRA)
- Schriftenreihe des Max-Planck-Instituts zur Erforschung von Kriminalität, Sicherheit und Recht. Reihe S: Strafrechtliche Forschungsberichte (MPIS)
- Wissenschaftliche Abhandlungen und Reden zur Philosophie, Politik und Geistesgeschichte (PPG)
- German Yearbook of International Law/Jahrbuch für Internationales Recht (GYIL)
- Beiträge zur politischen Wissenschaft (de) (BPW)
- Heidegger Studies/Heidegger Studien/Etudes Heideggeriennes[17]

De nouvelles séries de publications sont également continuellement ajoutées au programme, par exemple :
- Studien zum Medienrecht (MR)
- Verfassungstheoretische Gespräche (VTG)
- Studien zum vergleichenden Privatrecht / Studies in Comparative Private Law (SVP)
- Studien zum vergleichenden Öffentlichen Recht / Studies in Comparative Public Law (SVÖ)
- Sprache und Medialität des Rechts / Language and Media of Law (SMR)
- Deutsche Geschichtsquellen des 19. und 20. Jahrhunderts (DGQ)
- Comparative Studies in the History of Insurance Law / Studien zur vergleichenden Geschichte des Versicherungsrechts (HIL)

## Revues
Les revues et annuaires de sciences juridiques et politiques suivants sont publiés par Duncker & Humblot :
- Der Staat,
- Die Verwaltung (de),
- Recht und Politik (de),
- Rechtstheorie (de),
- Jahrbuch für Recht und Ethik und
- German Yearbook of International Law (de);

du domaine des sciences économiques et sociales :
- Applied Economics Quarterly,
- Credit and Capital Markets (de) – Kredit und Kapital,
- Journal of Contextual Economics – Schmollers Jahrbuch (de),
- Der Betriebswirt,
- Vierteljahrshefte zur Wirtschaftsforschung und
- ZfKE – Zeitschrift für KMU und Entrepreneurship;
- Sociologia Internationalis (de),
- Sociologus (de) et
- Sozialer Fortschritt;

du domaine des sciences politiques :
- Jahrbuch Politisches Denken (de);

les périodiques historiques :
- Forschungen zur Brandenburgischen und Preußischen Geschichte,
- Zeitschrift für Historische Forschung (de) et
- die Rezensionszeitschrift Das Historisch-Politische Buch (de);

du domaine de la philosophie :
- Hegel-Jahrbuch und
- Heidegger Studies;

ainsi qu'en études littéraires :
- Literaturwissenschaftliches Jahrbuch. Neue Folge.

L'éditeur propose également ses publications sous forme de revues électroniques.

## Réimpressions Duncker & Humblot
Les réimpressions Duncker & Humblot rassemblent des ouvrages des 150 premières années de l'histoire de la maison d'édition, depuis sa création en 1798 jusqu'en 1945. Les classiques et les objets trouvés seront à nouveau disponibles en version imprimée et électronique. Les réimpressions comprennent entre autres des œuvres de Gustav Schmoller, GWF Hegel, Leopold von Ranke, Georg Simmel et Hugo Ball.

## Imprimé
Edition Wissenschaft & Praxis : L’Edition Wissenschaft & Praxis (EWP) est une marque fondée à l'automne 2020 sous l'égide de Duncker & Humblot GmbH. Cette édition publie des manuels, des livres d'enseignement et des ouvrages spécialisés en rapport avec la science et la pratique.

## Collaborations
La maison d'édition Duncker & Humblot travaille depuis de nombreuses années avec de nombreux instituts et institutions de recherche renommés :
- Institut fédéral de formation professionnelle (de)
- Société Carl-Schmitt (de)
- Institut allemand de recherche sur l'administration publique de Spire (de)
- Institut allemand d'études économiques
- Société Ferdinand Tönnies
- Institut de recherche financière de l'Université de Cologne
- Institut de recherche en politique économique de l'Université de Mayence
- Institut Friedrich-Meinecke (de) de l'Université libre de Berlin
- Archives d'État secrètes du patrimoine culturel prussien (de)
- Société de progrès social (de)
- Société de cybernétique économique et sociale (de)
- Société Görres
- Commission historique de l'Académie bavaroise des sciences
- Commission historique de Berlin
- Institut de droit européen des affaires de l'Université d'Erlangen-Nuremberg
- Institut d'histoire de l'Université Humboldt de Berlin
- Institut de droit international de l'épargne, des virements et du crédit de l'Université de Mayence
- Institut municipal des sciences de l'Université de Potsdam
- Fondation culturelle des expulsés allemands (de), Bonn
- Institut Max-Planck de droit social et de politique sociale
- Institut Max-Planck pour l'étude de la criminalité, de la sécurité et du droit
- Institut rhénan-westphalien de recherche économique (de)
- Association de politique sociale
- Institut Walther-Schücking de droit international (de) de l'Université de Kiel